# كونور ماكان
كونور ماكان (بالإنجليزية: Conor McCann)‏ هو لاعب قذف بريطاني، ولد في 1992 في Randalstown ‏ في المملكة المتحدة.